# Reading Classic
Der Reading Classic war ein US-amerikanisches Straßenradrennen, das von 2006 bis 2008 ausgetragen wurde.
Das Rennen fand jährlich im Juni statt. Austragungsort war die Stadt Reading im Bundesstaat Pennsylvania. Das Eintagesrennen zählte zwischenzeitlich zur UCI America Tour und war in die Kategorie 1.1 eingestuft. Es war außerdem Teil der Commerce Bank Triple Crown und der USA Professional Cycling Tour. Bei den Männern konnte kein Fahrer das Rennen zweimal für sich entscheiden. Bei den Frauen war die Deutsche Ina-Yoko Teutenberg mit drei Siegen erfolgreichste Fahrerin.

## Sieger
Männer
- 2008  Óscar Sevilla
- 2007  Bernhard Eisel
- 2006  Greg Henderson

Frauen
- 2008  Ina-Yoko Teutenberg
- 2007  Ina-Yoko Teutenberg
- 2006  Ina-Yoko Teutenberg